# Futur perfet de l'Indicatiu (català)
El Futur Perfet de l'Indicatiu en català és un temps verbal que representa el temps que no ha tingut lloc i que tampoc s'està esdevenint. És a dir, s'utilitza per a expressar accions futures, hipotètiques o verídiques. Però, a diferència del Futur Simple, el Perfet concreta l'espai de temps i expressar una acció considerada acabada en el futur. Això vol dir que l'acció encara no ha tingut lloc, simplement tindrà, però quan s'esdevingui, haurà acabat. En efecte, el futur perfet expressa accions futures ja acabades.

## Els valors del futur perfet
- Valor general:

El futur perfet s'utilitza de forma general per a expressar una acció futura ja acabada en el futur en què plantegem l'acció. Dintre del valor futur, resulta que l'acció encara no ha tingut lloc, sinó que s'espera que tingui lloc. Però quan hagi tingut lloc, llavors ja haurà acabat.
Crec que demà hauré acabat tota la feina.
- Altres valors:

Tot i això, el perfet del futur de l'Indicatiu també es fa servir per a dotar el futur d'altres valors.
-Pot expressar una hipòtesi sobre un esdeveniment ja esdevingut,
S'hauran aparcat al centre de la ciutat.
-Pot expressar resum o recapitulació,
Tota la seua carrera haurà estat una llarga llista d'èxits.

## Formació del Futur Perfet

### Els pronoms personals
Els morfemes de persona són els que relacionen el verb amb una persona gramatical, generalment representada pels pronoms personals que l'acompanyen.
Ell canvia de texans tots els dies.
En català, els pronoms personals o morfemes de persona no són necessaris perquè la flexió verbal ja indica el gènere i el nombre. Per aquest motiu se solen elidir ben sovint, en llengua parlada com escrita. Tot i això, en cas de necessitar posar èmfasi o donar més rellevància a la persona gramatical, hom acostuma a no dispensar-los.
Jo toco el piano totes les tardes. -> Toco el piano totes les tardes. 
Ella té classes de piano totes les tardes. -> Té classes de piano totes les tardes.
Els pronoms personals en català són els següents:
| Pronom personal | Persona | Nombre   |
| --------------- | ------- | -------- |
| Jo              | 1a      | singular |
| Tu              | 2a      | singular |
| Ell / Ella      | 3a      | singular |
| Nosaltres       | 1a      | plural   |
| Vosaltres       | 2a      | plural   |
| Ells / Elles    | 3a      | plural   |

En particular, la segona persona, en català, posseeix tres graus de tractament els quals fan variar el verb. A la pràctica, és a dir, en llengua parlada, els tractaments no formals són d'ús molt recurrent i habitual mentre que es dona preferència a les formes formals en l'escrit. I encara dins la llengua escrita, s'acostuma a prioritza en administració les formes en "vós" perquè permet no distingir el gènere.
| Pronom personal | Verb                    | Exemple                                                         |
| --------------- | ----------------------- | --------------------------------------------------------------- |
| Tu              | 2a singular             | Portes un jersei nou!                                           |
| Vostè / Vostès  | 3a singular / 3a plural | Faci'm el favor... / Ens podrien confirmar la seua assistència? |
| Vós             | 2a plural               | Ompliu els requadres en blanc amb la forma correcta             |

### Les conjugacions
El català és una llengua flexionada de forma que els verbs presenten un lexema verbal (o arrel) que expressa el contingut lèxic del verb i es repeteix en totes les formes dels verbs regulars. Els morfemes verbals, en canvi, presenten variació, ja que expressen, en una mateixa desinència, el nombre, la persona, el temps i el mode.
| Verb        | Lexema verbal | Morfema verbal |
| ----------- | ------------- | -------------- |
| estudio     | estudi-       | -o             |
| descobreixo | descobr-      | -eixo          |
| perdo       | perd-         | -o             |

En conseqüència, els verbs es conjuguen en funció de les seves conjugacions o morfemes verbals d'arrel.
- Verbs acabats en -AR (1a conjugació)
- Verbs acabats en -ER o -RE (2a conjugació)
- Verbs acabats en -IR (3a conjugació)

Els verbs de la tercera conjugació poden ser purs o incoatius. Els verbs purs són els que segueixen el model regular de conjugació mentre que els incoatius afegeixen l'increment -eix o -ix segons la variant dialectal entre el lexema verbal i la terminació de la primera, segona, tercera persones del singular i la tercera del plural.
Obro la porta (pur)
Floreixen les flors del jardí (incoatiu)
Finalment, els verbs dur i dir són considerats verb de la segona conjugació, és a dir, es conjuguen segons el model regular de la segona conjugació, tot i presentar lexemes verbals irregulars.

### Construcció del Futur Perfet

#### Conjugació regular
La construcció regular del Futur Perfet de l'Indicatiu és fa amb l'ajuda del verb "haver" que s'utilitza com a auxiliar. És a dir, és un verb "ajuda" que ens permet construir el valor que posseeix el Futur Perfet. D'aquesta manera, es conjuga en primer lloc el verb haver al Futur Simple de l'Indicatiu. Tot seguit, s'afegeix a aquesta estructura el verb d'acció que es conjuga en participi passat.
| Persona      | Haver  |   | Verb  |
| ------------ | ------ | - | ----- |
| Jo           | hauré  |   | jugat |
| Tu           | hauràs |   | jugat |
| Ell / Ella   | haurà  | + | jugat |
| Nosaltres    | haurem |   | jugat |
| Vosaltres    | haureu |   | jugat |
| Ells / Elles | hauran |   | jugat |

El resultat final dona la regularitat següent:
| Persona      | Jugar        | Perdre        | Servir        |
| ------------ | ------------ | ------------- | ------------- |
| Jo           | hauré jugat  | hauré perdut  | hauré servit  |
| Tu           | hauràs jugat | hauràs perdut | hauràs servit |
| Ell / Ella   | haurà jugat  | haurà perdut  | haurà servit  |
| Nosaltres    | haurem jugat | haurem perdut | haurem servit |
| Vosaltres    | haureu jugat | haureu perdut | haureu servit |
| Ells / Elles | hauran jugat | hauran perdut | hauran servit |

#### Conjugació irregular
La irregularitat en aquest cas la presenta el verb haver auxiliar i els participis passats que l'acompanyen. Així, al verb haver conjugat en futur simple, ja de per si irregular, s'hi afegeix la irregularitat dels participis. La regularitat voldria que els verbs al participi passat seguissin aquesta norma:
- verbs acabats en -AR: -at, -ada, -ats, -ades
- verbs acabats en -RE o -ER: -ut, -uda, -uts, -udes
- verbs acabats en -IR: -it, -ida, -its, -ides

Però, malgrat la norma, alguns participis passats són irregulars.
- alguns verbs formen el participi passat en -ès (promès, entès, etc)
- alguns verbs formen el participi passat alterant el morfema (tingut, vingudes, venut, etc)
- alguns verbs de la segona conjugació formen el participi passat com a la tercera conjugació (escrit, cuit, etc)
- alguns verbs formen el participi passat en -os (clos, fos, etc)
- alguns verbs formen el participi passat en -às (romàs)
- alguns verbs formen el participi passat en -ost (post, repost, compost, correspost, etc)
- alguns verbs formen el participi passat en -olt (absolt, dissolt, molt, resolt, etc)

A les formes valencianes del català alguns participis passats difereixen de la irregularitat: complit, etc.